# Navigacijska listina
Navigacijska listina so angleški pomorski zakoni, ki jih je Anglija sprejela za zaščito svojih interesov na morju; od njih si je obetala hitrejši razvoj in napredek ladjedelništva, ribištva in pomorske trgovine.

## Navigacijske listine v 14., 15. in 16. stoletju
Prvo navigacijsko listino je Anglija sprejela leta 1381 za časa Riharda II. Nanašala se je samo na trgovino z Evropo. Zaradi nezadostnega ladijskega prostora in slabega nadzora oblasti se tedaj zakon ni mogel učinkovito izvajati.
Navigacijska listina je bila obnovljena in dopolnjena v letih 1485, 1532 in 1540. Tudi tedaj je ni bilo mogoče strogo izvajati, ker so potrebe po ladijskem prostoru rasle hitreje kot gradnja ladij.

## Navigacijska listina iz leta 1651
Navigacijsko listino je ponovno izdala republikanska vlada Oliverja Cromwella leta 1651. Listina je določala, da se sme čezmorsko blago prevažati samo na angleških ladjah, evropsko blago pa tudi na ladjah, izdelanih v deželah, iz katerih je blago izhajalo. Prevoze med pristanišči na angleških obalah ter uvoz in izvoz rib so smele izvajati le angleške ladje. Tedaj je bila listina naperjena predvsem proti nizozemskim trgovcem, ki so z močnim trgovskim ladjevjem obvladovali večino angleške trgovine.
Po vestfalskem miru leta 1648 se je nizozemsko trgovanje hitro razširilo tudi na področja, kjer so prej zaradi španskega embarga za nizozemske ladje prevladovali Angleži (Španija, Portugalska, Italija, Grčija, Levant, Kanarski otoki). Angleži niso mogli konkurirati Nizozemcem, ki so imeli več ladij, nižje specifične stroške prevoza, boljši sistem financiranja kupcev, manjše obresti in predvsem večjo izbiro in boljšo kakovost proizvodov. Cromwellova Anglija je skušala prizadetost svojih trgovcev, ladjarjev in proizvajalcev tekstila olajšati najprej na politični način. Marca 1651 je angleška delegacija v Haagu predlagala politično zvezo med državama - republikama. Nizozemski pogajalci o tem niso želeli ničesar slišati, pripravljeni pa so bili pogajati se o perečih napetostih med državama.
V avgustu 1651 je potem angleški parlament sprejel navigacijsko listno, ki naj bi ustavila uvoz kolonialnega blaga in rib v Anglijo na nizozemskih ladjah in preprečila nizozemskim ladjarjem prevoze najdragocenejših tovorov (italijanska surova svila, turški moher, španski izdelki, rozine iz grškega Zakintosa, neapeljsko olivno olje, vina s Kanarskih otokov) iz nizozemskih pristanišč v Anglijo. Listina je prepovedovala vse nizozemske prevoze južnoevropskih proizvodov v angleška pristanišča in ukinila pravkar zacvetelo nizozemsko trgovino z angleškimi kolonijami v Karibih.
Določila listine sama po sebi ne bi odločilno prizadela nizozemske trgovine, ki je bila razširjena po vsem svetu, če ne bi istočasno Anglija s svojimi vojaškimi ladjami in ladjami angleških piratov na odprtem morju prestrezala nizozemskih trgovskih ladij, jih vodila v svoja pristanišča in jim, pod pretvezami raznih prekrškov, zaračunavala velikih glob. Leta 1651 je bilo vsaj 140 takih incidentov in po ponovnih protestih nizozemske vlade v januarju 1652 spet 30. Nizozemskim voditeljem je postalo jasno, da bo Republika Nizozemska izgubila primat v pomorski trgovini, če tega početja ne bo preprečila. Prva angleško-nizozemska vojna je bila neizbežna.

## Kasnejše dopolnitve navigacijske listine
Navigacijska listina je bila kasneje še večkrat dopolnjena in prilagojena novim okolnostim.
Leta 1660 jo je v svojem imenu ponovno izdal angleški kralj Karel II. in jo še zaostril s prepovedjo lova za nizozemske ribiče v 10 miljskem priobalnem pasu. Uvedel je spiske kolonialnega blaga, ki ga je bilo dovoljeno prevažati samo direktno v Anglijo, Irsko ali druge angleške kolonije. Med njimi so bili sladkor (do leta 1739), indigo, tobak; v 18. stoletju so bili dodani riž in sladkorni sirup. Blago, ki ni bilo na spisku, se je smelo na angleških ladjah prevažati iz angleških kolonij le direktno v tuja pristanišča.
Od leta 1664 so angleške kolonije lahko dobivale evropske dobrine samo preko Anglije. Škotska je bila obravnavana kot tuja dežela do združitve z Anglijo leta 1707. Irska v letih 1670-1779 ni bila deležna ugodnosti listine.
Od leta 1667 je bila Nemčija obravnavana kot zaledje Republike Nizozemske.

## Gospodarski učinki navigacijske listine
Zaradi pomanjkanja ladij pod angleško zastavo je navigacijska listina močno podražila prevoze in zvišala cene uvoženega blaga na angleškem trgu. Po drugi strani je, z ustvarjanjem monopola angleškemu trgovskemu ladjevju, stimulirala gradnjo ladij, katerih tonaža je skokovito naraščala (v letih 1660-70 od 63.000 na 487.000 bruto registrskih ton). Kritiki po drugi strani trdijo, da bi se to zgodilo v vsakem primeru in da je politika omejevanja v končni fazi zmanjšala konkurenčnost angleških proizvodov.
Kolonije so s tem, da so imele zagotovljen trg, sprva pridobile. Ko pa so se pojavili kupci, ki so bili za blago pripravljeni plačati več, je listina, ki je dovoljevala izvoz le v Anglijo, zniževalo ceno kolonialnemu blagu in prispevala k nemiru, ki je končno pripeljal do upora v angleških ameriških kolonijah. Njihova osamosvojitev je naredila prvi resni rez v zakone navigacijske listine in odtlej je bilo vse več izjem. Leta 1822 so spiske blaga opustili in navigacijska listina je bila postopno ukinjena v letih 1849 in 1854.